# Підбурювачі
«Підбурювачі» (англ. The Instigators) — американський трилер про пограбування режисера Дага Лаймана за сценарієм Чака Макліна та Кейсі Аффлека, у головних ролях Кейсі Аффлек і Метт Деймон.

## Синопсис
Рорі й Коббі — нетипові партнери: за примхою долі розпачливий батько й колишній в'язень разом готують пограбування. Коли воно йде не за планом, вони знаходять собі неочікуваного спільника — Рориного психотерапевта — і всі разом тікають від поліції, відсталих бюрократів і мстивого очільника злочинної групи.

## Акторський склад
| Актор             | Роль                    |
| ----------------- | ----------------------- |
| Метт Деймон       | Рорі                    |
| Кейсі Аффлек      | Коббі                   |
| Хонг Чау          | Донна Рівера (терапевт) |
| Пол Волтер Гаузер | Буч                     |
| Майкл Стулбарг    | містер Бесіґай          |
| Альфред Моліна    | Річі Дечіко             |
| Тобі Джонс        | Алан Флінн              |
| Джек Гарлоу       | Скальво                 |
| Рон Перлман       | Мічеллі                 |
| Вінг Реймс        | Френк Тумі              |
| Андре де Шилдс    | містер Келлі            |

## Виробництво
У грудні 2022 року було оголошено, що Apple TV+ придбала права на проєкт, режисером якого стане Даг Лайман, а головні ролі виконають Метт Деймон і Кейсі Аффлек. Деймон також виступить продюсером разом з Беном Аффлеком під егідою їхньої продюсерської компанії Artists Equity. У лютому 2023 року Хонг Чау приєдналася до акторського складу, а наступного місяця — Пол Волтер Гаузер, Майкл Стулбарг, Вінг Реймс, Альфред Моліна та Рон Перлман. Джек Гарлоу був доданий до акторського складу у квітні.
Зйомки почалися в Бостоні в березні 2023 року. Серед локацій — пекарня Bova's Bakery, кілька сцен знімали на Лонг-Айленді, зокрема у виправному центрі округу Нассау та у Лонг-Біч.

## Випуск
Вихід у кінотеатрах в Сполучених Штатів відбувся 2 серпня 2024 року перед прем’єрою на Apple TV+ 9 серпня.